# Ambalakely
Ambalakely is een plaats en commune in het zuiden van Madagaskar, behorend tot het district Fianarantsoa II, dat gelegen is in de regio Haute Matsiatra. Tijdens een volkstelling in 2001 telde de plaats 6.200 inwoners.
De plaats biedt naast lager onderwijs ook middelbaar onderwijs aan. 88,5% van de bevolking werkt als landbouwer, 0,5% van de bevolking verdient zijn boterham met de veeteelt. Het belangrijkste landbouwproduct is rijst; andere belangrijke producten zijn bonen, cassave en aardappelen. Verder is 5% actief in de dienstensector en werkt 6% in de industrie.